# Jordi Borràs i Abelló
Jordi Borràs i Abelló   (Vila de Gràcia, 1981) és un il·lustrador i fotoperiodista català, especialitzat en els moviments d'ultradreta a tot Europa. Exerceix de cap de fotografia de la publicació digital La Mira i ha publicat a Crític, El Món i la revista basca Argia. És membre del Grup de Periodistes Ramon Barnils.

## Biografia
Net d'un capità artiller de la República i maqui, perseguit, exiliat, represaliat i fill d'un antifranquista i activista independentista, Borràs és graduat superior en il·lustració per l'Escola Massana, on va descobrir la fotografia. Des de llavors, compagina professionalment totes dues disciplines i s'ha especialitzat en qüestions socials en el camp del fotoperiodisme.
Ha treballat com a reporter gràfic independent per a diferents mitjans de comunicació catalans com Nació Digital, Directa, o El Temps, on també ha publicat diversos reportatges d'investigació. A escala internacional, ha publicat fotografies a diversos periòdics i agències internacionals i també a les revistes especialitzades en extrema dreta Hope Not Hate i Expo. Actualment és cap de fotografia de la revista digital La Mira.

### Ultradreta
Borràs s'ha especialitzat en crònica fotogràfica social i amb un interès especial en l'extrema dreta que actua als Països Catalans. Ha documentat fotogràficament bona part de les manifestacions i actes públics realitzats per tot tipus d'organitzacions i grupuscles relacionats amb la ultradreta des dels anys 2010. Arran dels seus reportatges, Borràs va començar a rebre amenaces de grups feixistes el 2013, que la policia va investigar. Entre elles, destaca la crida del vicepresident de Democracia Nacional, Pedro Chaparro, a militants del partit d'ultradreta perquè agredissin el fotoperiodista: «Li foteu una bona hòstia i que marxi». Arran de l'amenaça, realitzada durant la manifestació feixista del 12 d'octubre a Montjuïc, la Fiscalia va sol·licitar cinc anys de presó tot i que finalment Chaparro només fou condemnat a un any de reclusió. Es dona la circumstància que Pedro Chaparro també va ser condemnat anteriorment a 4 anys de presó per l'assalt al Centre Cultural Blanquerna, tot i que el Tribunal Constitucional d'Espanya li va suspendre l'entrada a presó tant a ell com a la resta de condemnats. El 22 d'abril de 2015 presentà Plus ultra. Una crònica gràfica de l'espanyolisme a Catalunya (Pol·len Edicions, 2015) al Pati Llimona de Barcelona. El llibre fou presentat per tota Catalunya i a Berlín.
Durant aquests anys va anar documentant la creació de grups organitzats espanyolistes que s'oposaven a la independència de Catalunya, la majoria sorgits com a reacció de la creació de l'Assemblea Nacional Catalana. Aquesta investigació el va portar a publicar el llibre Desmuntant Societat Civil Catalana (Saldonar, 2015) que destapa l'origen d'aquesta entitat i demostra els lligams de Societat Civil Catalana amb l'extrema dreta.
El 2023, Borràs va denunciar que el festival nord-català de fotoperiodisme Visa per la Imatge l'havia censurat en excloure tres fotografies de Marine Le Pen del seu projecte «Tots els colors del negre. L'extrema dreta al segle XXI» preses en un acte del llavors Front Nacional, on la candidata a les eleccions presidencials franceses de 2017 feia un míting a Marsella.

### Independentisme
Borràs també ha anat documentant el procés independentista i la vida parlamentària. D'aquest seguiment va sorgir el llibre La cara B del procés, en col·laboració amb Antonio Baños. Més endavant publicaria el llibre Dies que duraran anys (Ara Llibres, 2018), va arribar a ser el segon llibre més venut en català del gènere de no-ficció durant la diada de Sant Jordi del mateix any. També es van fer edicions en castellà i anglès. Com a curiositat, fou el llibre que el president de la Generalitat de Catalunya Quim Torra lliurà a Felip VI durant la seva trobada amb motiu de la inauguració dels Jocs del Mediterrani a Tarragona.

### Agressió
El juliol de 2018 fou agredit a cops de puny al carrer dels Capellans del barri Gòtic de Barcelona per un home que s'identificava com a policia i que va cridar «Viva España, viva Franco». Arran dels cops, el policia va trencar el nas a Borràs. També li va fer mal a les costelles i les cervicals. Més endavant es va saber que l'agressor era un comandament de la Brigada d'Informació de la policia espanyola. Tres setmanes després, el secretari de la Unió d'Oficials de la Guàrdia Civil, Juan Ramon Manzanares, celebrà via Twitter l'atemptat contra el fotoperiodista. El seu agressor, Iván Racaj, policia nacional membre de la Brigada d'Informació especialitzat en terrorisme gihadista, era militant de Vox a Barcelona des de 2016.
La fiscalia va demanar dos anys de presó pels delictes d'agressió amb l'agreujant de delicte d'odi per motius ideològics. El gener de 2022 l'inspector de policia va acceptar que l'havia colpejat per motius ideològics i no pas perquè ell l'hagués agredit abans, evitant així el judici. Va rebre una condemna d'un any de presó, el pagament d'una indemnització de set mil euros i de les costes processals, a més d'una ordre d'allunyament durant quatre anys i l'obligació de fer dos cursos de prevenció de la violència. El 20 de juny de 2022, la policia espanyola va comunicar que el seu agent havia estat suspès de sou i feina durant un any. Aquesta sanció va ser criticada per Jordi Borràs per tractar-se d'una mesura de mínims tenint en compte que, segons el reglament intern de la policia, es tracta d'una falta molt greu.

## Obra publicada

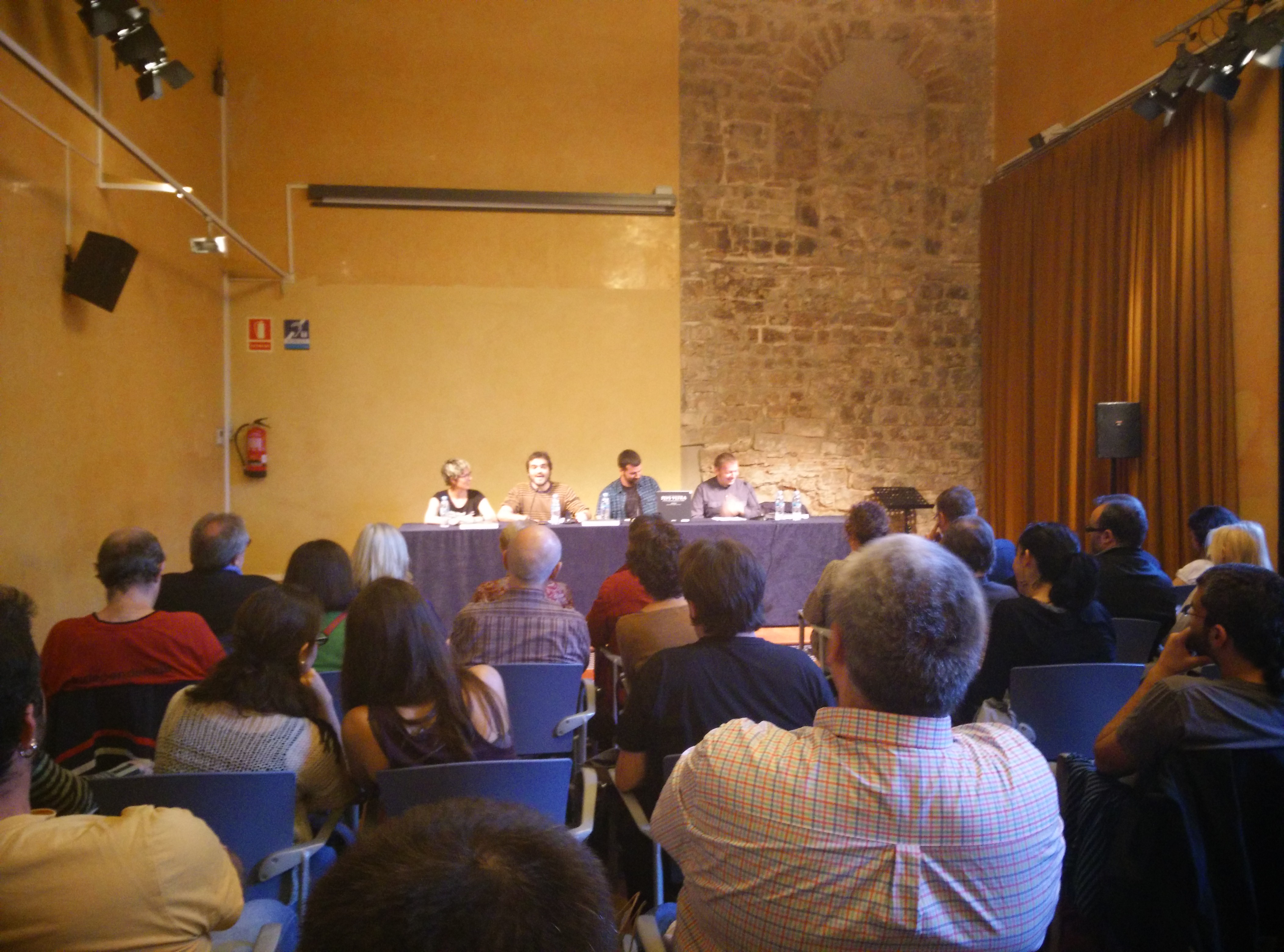
Presentació del llibre Plus Ultra al Pati Llimona de Barcelona el 2015

- Warcelona: Una història de violència (Pol·len edicions, 2013) ISBN 9788486469511[39]
- Desmuntant Societat Civil Catalana (Edicions Saldonar, 2015)[40] ISBN 9788494675355
- Plus Ultra: Una crònica gràfica de l'espanyolisme a Catalunya (Pol·len Edicions, 2015) ISBN  9788486469634
- La cara B del procés (Pagès Editors 2016, amb Antonio Baños) ISBN 9788499757834
- Dies que duraran anys (Ara Llibres, 2018) ISBN 9788416915446
- La revolta catalana (Ara Llibres, 2018) ISBN 9788416915781
- La força de la gent (Ara Llibres, 2020) ISBN  9788417804305
- La revolta catalana 2018-2020 (Ara Llibres, 2020) ISBN 9788417804510
- L'any sense primavera (Ara Llibres, 2020) ISBN 9788417804541
- Tots els colors del negre.  Ara Llibres, 2022, p. 520. ISBN 9788418928277.

## Premis i reconeixements

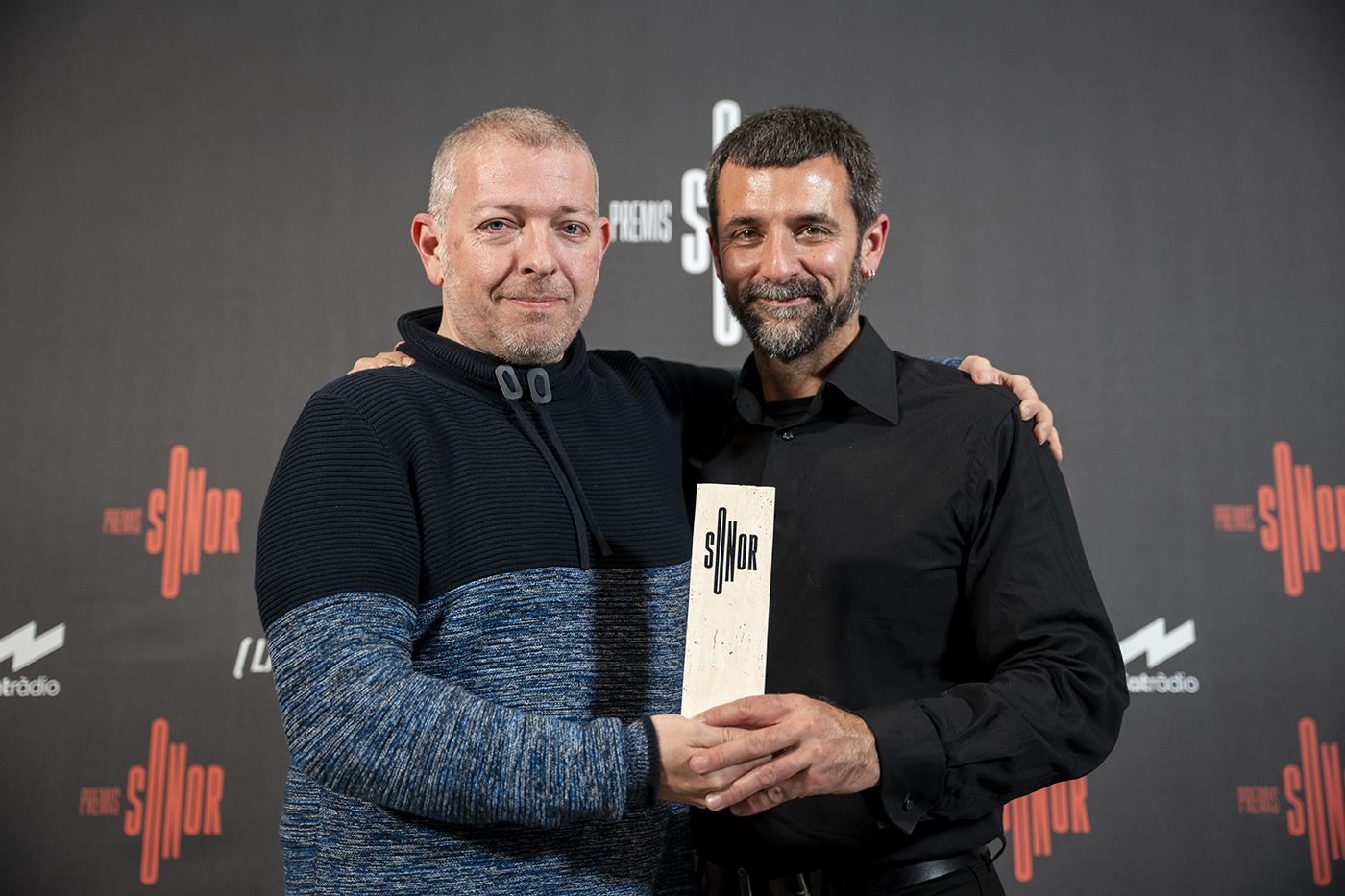
Borràs amb Carles Viñas als Premis Sonor 2024

La Fundació Comissió de la Dignitat va atorgar el Premi Dignitat 2016 a Jordi Borràs «per la valent tasca com a documentalista gràfic i fotoperiodista compromès, així com pels seus llibres i reportatges sobre els moviments d'ultradreta a Catalunya, i la publicació de títols com Desmuntant Societat Civil Catalana o Plus Ultra. Una crònica gràfica de l'espanyolisme a Catalunya». Precisament la publicació de Desmuntant Societat Civil Catalana també li va fer valer el premi LiberisLiber Pemsa (no-ficció) 2016 atorgat per la Fira d'Editorials Independents.
L'any 2019 li fou concedit el Premi 2N per les llibertats i contra el feixisme, en la Categoria Nacional, en reconeixement de la lluita contra la repressió havent-la sofert a causa de la seva labor com a fotoperiodista, atorgat per l'Ateneu Cooperatiu la Baula de Lleida.
L'any 2023 guanyà el Premi Josep Maria Planes d'investigació periodística per Tots els colors del negre. L'extrema dreta a l'Europa del segle XXI en el qual, segons el jurat, queda recollit un treball «exhaustiu», realitzat durant una «llarga investigació de tants anys», publicat en un llibre «de qualitat, ben documentat i contrastat». Aquell mateix any obtingué el 33è Premi turístic internacional Pica d'Estats de premsa, ràdio, televisió i internet, en la categoria de millor reportatge fotogràfic, pel reportatge La roda de la vida comença a Lessui, publicat a La Mira Magazin el 24 de setembre de 2022.